# Phân tích nhiệt quét vi sai

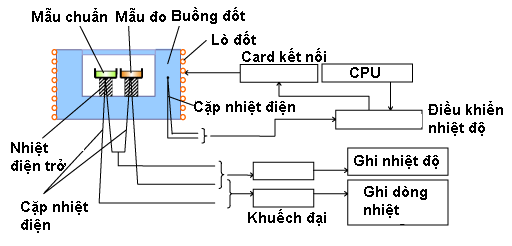
Sơ đồ nguyên lý hệ phân tích nhiệt vi sai

Phân tích nhiệt quét vi sai (tiếng Anh: Differential scanning calorimetry, viết tắt là DSC) là một kỹ thuật phân tích nhiệt được dùng phổ biến trong nghiên cứu vật lý chất rắn, khoa học vật liệu, hóa học, cho phép xác định các tính chất chuyển pha nhiệt của mẫu thông qua việc đo dòng nhiệt tỏa ra (hoặc thu vào) từ một mẫu được đốt nóng trong dòng nhiệt với nhiệt độ quét trong các tốc độ khác nhau. Thuật ngữ "vi sai" chỉ việc xác định sự sai khác giữa nhiệt độ (hay dòng nhiệt) của mẫu đối với một mẫu chuẩn được đặt trong cùng điều kiện.
Kỹ thuật này lần đầu tiên được phát minh bởi E.S. Watson và M.J. O'Neill (Perkin Elmer Corp), và được giới thiệu thương phẩm lần đầu tiên tại Hội nghị Hóa phân tích và Quang phổ Ứng dụng tại Pittsburgh (Hoa Kỳ vào năm 1963. Năm 1964, kỹ thuật này tiếp tục được hoàn thiện với cải tiến phép đo nhiệt lượng quét vi sai đoạn nhiệt được phát minh bởi P.L. Privalov và D.R. Monaselidze.

## Nguyên lý

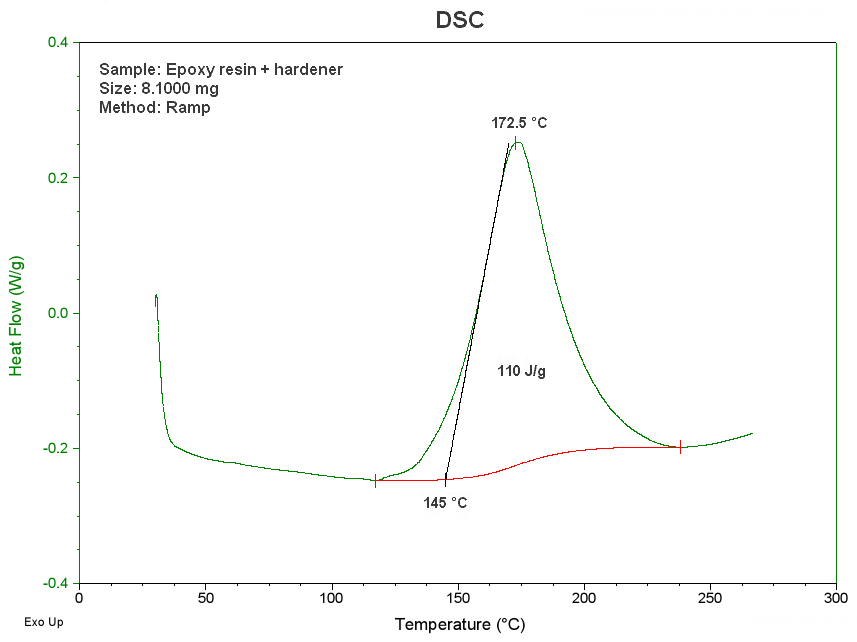
Một ví vụ đường cong đo DSC với dòng nhiệt phụ thuộc vào nhiệt độ.

DSC làm việc dựa trên nguyên lý do sự thay đổi nhiệt độ và nhiệt lượng tỏa ra từ mẫu khi bị đốt nóng và so sánh với thông tin từ mẫu chuẩn. Buồng mẫu gồm hai đĩa cân, một đĩa cân chuẩn không chứa mẫu và làm bằng vật liệu được chuẩn hóa thông tin nhiệt. Đĩa cân còn lại chứa mẫu cần phân tích. Đĩa được đặt trên hệ thống vi cân cho phép cân chính xác khối lượng mẫu, cùng với hệ thống cảm biên nhiệt độ đặt bên dưới đĩa cân cho phép xác định nhiệt độ của mẫu. Cả hệ thống này được đặt trong buồng đốt mà tốc độ đốt nhiệt thường được thay đổi bằng các dòng khí thổi. Từ các cảm biến đo đạc, dòng nhiệt thu tỏa từ mẫu sẽ được xác định như một hàm của nhiệt độ:
{\displaystyle {\frac {dH}{dt}}=C_{p}{\frac {dT}{dt}}+f(T,t)}
với {\displaystyle H} là enthalpy ẩn nhiệt, {\displaystyle C_{p}} là nhiệt dung của mẫu ({\displaystyle C_{p}=C.m}, {\displaystyle C} là nhiệt dung riêng, {\displaystyle m} là khối lượng), {\displaystyle f(T,t)} là một hàm của nhiệt độ và thời gian.
Bên cạnh việc đo dòng nhiệt, thiết bị DSC có thể đo được sự thay đổi khối lượng nhờ vi cân đặt bên dưới đĩa cân, và có thể thực hiện tính năng phân tích nhiệt trọng lượng (Thermal gravimetric analysis - TGA).

## Chuyển pha nhiệt trong DSC
Với các dữ liệu về dòng nhiệt thay đổi theo nhiệt độ, phép đo DSC cho phép xác định các tính chất chuyển pha nhiệt của mẫu, từ đó xác định các tham số nhiệt động của vật liệu như:

### Nhiệt dung riêng
Nhiệt dung riêng như một hàm của nhiệt độ của mẫu được xác định trực tiếp từ đường cong dòng nhiệt phụ thuộc vào nhiệt độ ở mối tốc độ đốt nhiệt tương ứng:
{\displaystyle C={\frac {1}{m}}({\frac {\partial H}{\partial T}})_{p}={\frac {1}{m}}({\frac {(\partial H)/\partial t)}{(\partial T)/\partial t}})_{p}}

### Các điểm chuyển pha nhiệt và hằng số nhiệt
- Điểm thu nhiệt, nóng chảy: tương ứng với một đỉnh cực tiểu trên đường cong dòng nhiệt
- Điểm tỏa nhiệt, kết tinh: tương ứng với một đỉnh cực đại
- Điểm thủy tinh hóa
- Năng lượng kích hoạt nhiệt